# Signal Hill
|  | Per a altres significats, vegeu «Batalla de Signal Hill». |

Signal Hill és una ciutat al Comtat de Los Angeles a l'estat de Califòrnia. El 2005 s'estimava la població en 10.951 habitants.

## Demografia
Segons el cens del 2000, Signal Hill tenia 9.333 habitants, 3.621 habitatges, i 2.096 famílies. La densitat de població era de 1.615,9 habitants/km².
Dels 3.621 habitatges en un 31% hi vivien nens de menys de 18 anys, en un 36,8% hi vivien parelles casades, en un 14,5% dones solteres, i en un 42,1% no eren unitats familiars. En el 30,6% dels habitatges hi vivien persones soles el 5,2% de les quals corresponia a persones de 65 anys o més que vivien soles. El nombre mitjà de persones vivint en cada habitatge era de 2,56 i el nombre mitjà de persones que vivien en cada família era de 3,34.
Per edats la població es repartia de la següent manera: un 26,4% tenia menys de 18 anys, un 9,1% entre 18 i 24, un 35,3% entre 25 i 44, un 22% de 45 a 60 i un 7,2% 65 anys o més.
L'edat mediana era de 33 anys. Per cada 100 dones de 18 o més anys hi havia 96,1 homes.
La renda mediana per habitatge era de 48.938 $ i la renda mediana per família de 46.439 $. Els homes tenien una renda mediana de 41.487 $ mentre que les dones 36.460 $. La renda per capita de la població era de 24.399 $. Entorn del 13,6% de les famílies i el 17,2% de la població estaven per davall del llindar de pobresa.

## Poblacions properes
El següent diagrama mostra les poblacions més properes.